# Artas (Band)
Artas ist eine österreichische Metal-Band aus Wien.

## Geschichte
Artas wurde 2006 unter dem Namen Staub und Schatten gegründet. 2007 nahm die Band am Metalchamp-Wettbewerb teil, bei dessen Finale am Metalcamp-Festival sie zum Gewinner gekürt wurde. Dieser Sieg brachte den Mitgliedern einen Vertrag mit dem steirischen Metal-Label Napalm Records ein. Kurz danach erfolgte die Umbenennung in Artas und die Band begab sich ins Studio, um mithilfe von Produzent Jacob Hansen (u. a. Heaven Shall Burn) ihr Debütalbum aufzunehmen. Dieses erschien am 26. September 2008 unter dem Namen The Healing und enthält neben Liedern in deutscher, englischer und spanischer Sprache auch ein Cover von Coolios Gangsta’s Paradise. 2009 waren sie als Vorband für Hatesphere und 2010 für die deutsche Metalcore-Band Callejon (Videodrom Album Tour) unterwegs. Am 28. Januar 2011 ist ihr neues Album Riotology veröffentlicht worden.
Auf Riotology sind neben Deutsch, Englisch und Spanisch auch Französisch als Sprache verwendet. Nach einer siebenjährigen Pause erschien am 26. Oktober 2018 ihr drittes Album Ora et Gomorrha.

## Stil
Artas spielt eine Mischung aus Thrash Metal, Death Metal und Metalcore, wobei gelegentlich Nu-Metal-Anleihen herauszuhören sind.

## Diskografie
- 2008: The Healing (Album, Napalm Records)
- 2011: Riotology (Album, Napalm Records)
- 2018: Ora et Gomorrha (Album, Atmaah Records)